# فرضیه بهداشت
فرضیه بهداشت (انگلیسی: Hygiene hypothesis) در پزشکی، فرضیه بهداشت بیان می‌کند که قرار گرفتن در معرض میکروارگانیسم‌های خاص در دوران کودکی (مانند فلور میکروبی دستگاه گوارش و کرم انگلی) با کمک به توسعه دستگاه ایمنی در برابر بیماری‌های آلرژی محافظت می‌کند. به‌طور خاص، تصور می‌شود که عدم مواجهه منجر به نقص در ایجاد تحمل ایمنی می‌شود. دوره زمانی برای قرار گرفتن در معرض از رحم شروع می‌شود و در سن مدرسه به پایان می‌رسد.